# باندول
باندول (انگلیسی: Bonduelle) شرکت صنایع غذایی فرانسوی است، که در سال ۱۸۵۳ تأسیس شد.